# Діллонвейл (округ Джефферсон, Огайо)
Діллонвейл (англ. Dillonvale) — селище (англ. village) в США, в окрузі Джефферсон штату Огайо. Населення — 589 осіб (2020).

## Географія
Діллонвейл розташований за координатами 40°11′55″ пн. ш. 80°46′32″ зх. д. / 40.19861° пн. ш. 80.77556° зх. д. (40.198546, -80.775440).  За даними Бюро перепису населення США в 2010 році селище мало площу 1,02 км², з яких 1,00 км² — суходіл та 0,02 км² — водойми.

## Демографія
Згідно з переписом 2010 року, у селищі мешкало 665 осіб у 294 домогосподарствах у складі 187 родин. Густота населення становила 651 особа/км².  Було 357 помешкань (350/км²).
Расовий склад населення:
| - 98,0 % — білих - 0,9 % — чорних або афроамериканців - 0,2 % — корінних американців |

До двох чи більше рас належало 0,8 %. Частка іспаномовних становила 0,2 % від усіх жителів.
За віковим діапазоном населення розподілялося таким чином: 20,2 % — особи молодші 18 років, 59,3 % — особи у віці 18—64 років, 20,5 % — особи у віці 65 років та старші. Медіана віку мешканця становила 43,4 року. На 100 осіб жіночої статі у селищі припадало 89,5 чоловіків;  на 100 жінок у віці від 18 років та старших — 84,4 чоловіків також старших 18 років.
Середній дохід на одне домашнє господарство  становив 52 464 долари США (медіана — 36 806), а середній дохід на одну сім'ю — 56 794 долари (медіана — 39 107). Медіана доходів становила 34 375 доларів для чоловіків та 31 111 долар для жінок. За межею бідності перебувало 21,6 % осіб, у тому числі 48,9 % дітей у віці до 18 років та 1,5 % осіб у віці 65 років та старших.
Цивільне працевлаштоване населення становило 312 особи. Основні галузі зайнятості: освіта, охорона здоров'я та соціальна допомога — 19,6 %, мистецтво, розваги та відпочинок — 18,3 %, виробництво — 14,7 %.